# Cyclorhabdus annulus
Cyclorhabdus annulus är en mångfotingart som beskrevs av Henri W. Brölemann 1898. Cyclorhabdus annulus ingår i släktet Cyclorhabdus och familjen Chelodesmidae. Inga underarter finns listade i Catalogue of Life.